# Westelijke langsnavelkaketoe
De westelijke langsnavelkaketoe (Cacatua pastinator), soms ook Muirs kaketoe genoemd, is een vogel uit de orde der papegaaiachtigen en de familie der kaketoes. De westelijke langsnavelkaketoe - hoewel in 1841 door John Gould als aparte soort beschreven als Licmetis pastinator - werd ook wel gezien als ondersoort van de langsnavelkaketoe.

## Uiterlijk
Het verenkleed van deze kaketoesoort is overwegend wit. De poten zijn grijs tot blauw-grijs gekleurd. De krachtige lichtgrijze snavel is opvallend lang, waaraan deze soort zijn naam te danken heeft. De oogring en de kale plek onder de ogen zijn blauw tot blauw-grijs. De irissen zijn donkerbruin. Tussen de ogen en snavel zit een opvallende roze tot oranje-roze vlek, welke bij jonge exemplaren nog niet helder zichtbaar is. De onderzijde van de staart en vleugels zijn lichtgeel.

## Verspreiding en leefgebied
Deze vogel is endemisch voor het land Australië en wordt voornamelijk aangetroffen in het zuidwesten van het land. Hij komt voor ten zuiden van Perth tot aan Augusta in het westen en Broome in het oosten. Hij is te vinden is bosrijke gebieden, graslandschappen en stadsparken.
Er zijn twee ondersoorten.
- C. p. pastinator (Gould, 1841): Lake Muir
- C. p. derby (Mathews, 1916) (Butlers langsnavelkaketoe): overig zuidwestelijk Australië.

## Voedsel
De westelijke langsnavelkaketoe is overwegend vegetarisch. Met zijn lange snavel graaft hij naar wortels, bollen, knollen en zaden soms aangevuld met larven en insecten. Ook gewassen op boerderijen laat hij niet ongemoeid.

## Voortplanting
Het broedseizoen ligt in de periode van juli tot en met november. Koppeltjes blijven hun hele leven bij elkaar. Het nest wordt gebouwd in boomholtes of in uitsparingen in rotsen. Het vrouwtje legt 2 tot 3 eieren welke na een periode van 24 dagen uitkomen. Het uitbroeden en het voeden van de jongen gebeurt door zowel het mannetje als vrouwtje. Na een periode van ongeveer 55 dagen vliegen de jongen uit.